# بالوما سيلا
بالوما سيلا (بالإسبانية: Paloma Cela)‏ هي عارضة وممثلة إسبانية، ولدت في 4 مارس 1943 في مدريد في إسبانيا، وتوفي بنفس المكان في 30 مارس 2019 بسبب أمراض دماغية وعائية.

## وصلات خارجية
- بالوما سيلا على موقع IMDb (الإنجليزية)
- بالوما سيلا على موقع ألو سيني (الفرنسية)
- بالوما سيلا على موقع أول موفي (الإنجليزية)
- بالوما سيلا على موقع قاعدة بيانات الفيلم (الإنجليزية)
- بالوما سيلا على موقع كينوبويسك (الروسية)